# Србија на Летњим олимпијским играма 1912.
Историјске су околности учиниле да су атлетичари Србије, најдуже од свих других у Југославије повезани са светским олимпијским покретом, такорећи од његовог почетка. Самим постојањем Краљевине Србије као државе током 19. и почетком 20. века створени су услови за рано јављање атлетике као организованог спорта, па и прикључивање међународној атлетици.
У првом раздобљу олимпијског развитка, од Олимпијских игара 1896. до Првог светског рата од свих југословенски република само са Србија и Црна Гора имале самосталну државност и зато су спортисти Србије имали могућност да учествују на Олимпијским играма под својом заставом.
Олимпијска историја Србије почиње 1912. године. На Петим Летњим олимпијским играма 1912. у Стокхолму учествовали су и спортисти Краљевине Србије.
На састанку Међународног олимпијског комитета (МОК) Краљевина Србија је примљена у чланство, а за члана изабран је Светомир Ђукић. Екипу Краљевине Србије чинила су два атлетичара, обојица из Београда.
У трци на 100  такмичио се Душан Милошевић, бивши фудбалер БСК-а.
Други представник у Стокхолму био је Драгутин Томашевић који се такмичио у маратону.

## Резултати
| Атлетика 2 учесника (2 м) | Атлетика 2 учесника (2 м) | Атлетика 2 учесника (2 м) | Атлетика 2 учесника (2 м) | Атлетика 2 учесника (2 м) | Атлетика 2 учесника (2 м) |
| ------------------------- | ------------------------- | ------------------------- | ------------------------- | ------------------------- | ------------------------- |
| Дисциплина                | Такмичар                  | Место                     | Бр. учесника              | Резултат                  | Детаљи                    |
| трка на 100               | Душан Милошевић           | 3 у групи 8               | 70                        | 11,6                      |                           |
| маратон                   | Драгутин Томашевић        | 37                        | 106 ?                     | 2:47,00                   |                           |

- Резултат Драгана Томашевића је тешко проверљив.

Олимпијски комитет Србије нема резултат.
Атлетски савез Србије говори о учешћу, а нема резултат
Енглеска википедија каже да није завршио трку.
Унесени резултат у горњем тексту је из Енциклопедије физичке културе ЈЛЗ Загреб 1975. године.
- У званичној презентацији Олимпијских игара 1912. од стрне МОК-а на 557 страни и на енглеској и холандској википедији стоји да је на играма за маратон био пријављен и Живко Вастић али да није дошао на старт. У српским и југословенским документима нема таквог податка. На сајту[1] стоји да је Живко Настић сељак из Жаркова био другопласирани у квалификацијама за маратонски трку и да је био предвиђен за пут на олимпијске игре. Пред сам полазак избрисан је са списка путника јер га краљ Петар I Карађорђевић није пустио да иде пошто „ као сељак не би могао да се снађе и на прави начин репрезентује Србију“